# Шаманизм
Шамани́зм (также шама́нство) — древняя религия (возможно, наидревнейшая), в основании которой лежит вера в способности шамана общаться с ду́хами в состоянии транса («камлание»). Шаманизм связан с магией, анимизмом, фетишизмом и тотемизмом. Его составляющие могут содержаться в различных религиозных системах. Это публичная религиозная практика, присутствующая в разных культах и представляющая собой контролируемые шаманом медиумические состояния. В соответствии с разными шаманскими традициями, их носители отыскивали людей со способностями общаться с духами («шаманской болезнью») и учили их контролировать эти проявления, становясь с их помощью посредниками между живущими и их умершими предками. 
Шаманизм был развит у народов Северной Европы (саамы), Сибири, Кольского полуострова, Дальнего Востока, Юго-Восточной и Средней Азии и Африки, у индейцев Северной Америки, Австралии и Океании, а также и у индейцев Южной Америки. В том или ином виде он существовал у большинства народов Земли, особенно в палеолите и неолите. В этом смысле шаманизм принято считать древнейшей религией, насчитывающей десятки тысячелетий. Такое понимание, однако, несколько условно, поскольку современные религии предполагают единую мифологическую основу. В шаманизме же мифологическая основа даже в пределах Евразии может отличаться достаточно сильно, а африканский и американский шаманизмы вообще опираются на собственные системы мифов.

## Этимология
Понятие «шаман» используется во многих языках. Основная версия его происхождения — тунгусо-маньчжурская — от корня са (са-ми/hа-ми/ша-ми) «знать» + -ман (суффикс отглагольного имени, суффикс склонности лица к чему-либо), дословно саман — «знающий [то, что другим не дано]».
По версии Мирчи Элиаде, слово происходит от санскр. श्रमण шрамана и пали शमण самана — «слушающий».
Кроме того, каждый народ имеет свои собственные названия для шаманов, которые могут различаться даже у одного народа в зависимости от задач и его категории шамана. Через русский язык понятие постепенно попало в большинство европейских языков.

## Особенности шаманизма
Шаманизму присущи особенности, которые могут значительно отличаться от региона к региону:
- Шаман является избранником духов. Это означает, что шаманами становятся не по своей воле, не вследствие обучения, а по воле природы, иначе говоря высших сил. Шаманами рождаются, но возможно дар ещё не раскрыт до поры до времени. До раскрытия своих сил возможны приступы — такие как вещие сны, видение духов, внезапные предсказывания. Это также называется понятием «шаманская болезнь».
- Шаманизм опирается в первую очередь на личный опыт, который нельзя передать в виде книг и канонов. Критерием истинности всегда являются индивидуальные экстатические переживания того или иного шамана.
- Шаман, как правило, служит скорее посредником при общении с духами, а иногда следует их воле.
- Шаман может изучать мир (духа), опираясь на личный опыт, и составлять свои карты мироздания, которые, как правило, сугубо индивидуальны.
- Для вызова духа или общения с ним используются ритуалы камлания, когда шаман входит в транс или испытывает трансперсональные состояния. Во многих местах для камлания шаманом используется бубен или варган, определённые танцы и заклинания, маски и головные уборы в виде животного или птицы.
- Шаманы воспринимают мир как взаимодействие духов, и в этом мире большое значение имеют всевозможные ритуалы — инициации, подношения духам, борьбы с духами и т. п.
- Входя в транс, шаманы отправляются путешествовать в иные миры: верхний мир (мир богов), нижний мир (мир демонов), средний мир (мир земных духов).

Шаман предпринимает экстатическое путешествие, чтобы:
- встретиться лицом к лицу с небесным богом и передать ему приношения от своей общины;
- отыскать душу больного, которая, как считается, заблудилась вдали от тела или была похищена демонами;
- доставить душу умершего к её новому пристанищу;
- наконец, обогатить свои знания за счёт общения со сверхъестественными существами.

Готовясь к экстатическому путешествию, шаман надевает ритуальную одежду и бьёт в бубен (или играет на особом инструменте). Во время транса он может превратиться в дикого зверя и наброситься на других людей.
Распространённым представлением в сибирском шаманизме является представление о трёх мирах: верхнем (небесном), среднем (земном) и нижнем (подземном). Шаман — человек, который, благодаря небесному избранию, способен посредством Мирового Дерева / Дерева Жизни перемещаться между мирами для выполнения определённых задач: исцеления больного, предсказания, вызывание дождя и т. д.
На шаманизм опираются анимистические религии, утверждающие, что все в мире наделено душой. В своих развитых формах они содержат политеистические представления, где природные явления, такие, как Солнце, Луна, звёзды, гром и молнии, огонь и т. д., уже являются персонифицированными в виде божеств (небожителей).

## История
Шаманизм — это религиозная система практики. Исторически он связан с племенами или населением определённых регионов и заключается в вере в то, что шаманы обладают связью с потусторонним миром, благодаря чему могут исцелять больных, общаться с духами и сопровождать души умерших в загробную жизнь. Эта идеология была широко распространена в Европе, Азии, Тибете, Северной и Южной Америке и Африке, Палеолите. Она была сосредоточена на вере в сверхъестественные явления, такие как мир богов, демонов и духов предков.

## Шаманизм в истории человечества
По данным археологии, шаманские ритуалы исполнялись в Сибири ещё в эпоху неолита и в бронзовом веке. Например, сохранившиеся писаницы Верхнего Приамурья, Восточного Забайкалья, разных регионов Якутии являются подтверждением древних шаманских обрядов поздненеолитических предков современных эвенков. В отличие от большинства религиозных учений, созданных тем или иным основателем, шаманизм сложился естественным, историческим путём. На определённой ступени отражения мира в сознании людей образ мифической Вселенной стал настолько значимым и разработанным, что разобраться в нём могли только личности, имевшие особые способности и прошедшие особую подготовку. В большинстве обществ появилась потребность в «посреднике» между человеческим и потусторонним мирами.
Одно из самых древних шаманских погребений в России было найдено на Оленьем острове в Онежском озере и относится, по всей видимости, к эпохе мезолита, насчитывая уже 6 тысяч лет.

### Шаманизм в Восточной Азии
«Речения царств» (кит. трад. 國語, упр. 国语, пиньинь Gúo yǔ, палл. Го юй) приводят наиболее полное классическое описание шаманизма в китайской культуре. Выделяются шаманы мужского (覡) и женского (巫) пола, которые разбираются в ритуалах, ответственных за взаимодействие с духами.
Шаманами в Корее (кор. 무당?, 巫堂? мудан) и Японии (яп. イタコитако) в основном являются женщины. В Корее редкие мужчины-шаманы даже облачаются в женские одежды для проведения обрядов и камлания. В Японии шаманизм постепенно перешёл в синтоизм — этническую религию японцев, бывшую до 1947 года государственной.

### Шаманизм и эволюция религиозных взглядов
В разных местах Земли, у разных народов в ходе накопления и осмысления шаманского опыта примитивные и аморфные системы религиозных взглядов (а также связанные с ними религиозные институты) развивались в более сложные и устойчивые. Примером результата такой эволюции является даосизм — всеобъемлющее мировоззрение, накапливающее представления о природе, душе, мире добрых и злых духов и т. д.

### Шаманизм в современной культуре, науке и квазинауке
В XX веке шаманские техники стали активно применяться вне традиционного контекста — в школах и религиях Нью-эйдж, и в различных системах психотерапии.
Большое распространение получили книги о шаманизме американского антрополога и писателя Карлоса Кастанеды. В 2011 году немецкий художник Кристиан Тоннис организовал во Франкфурте-на-Майне выставку «Шаманизм большого Алтая».
На широком лингвистическом, фольклорном и этнографическом материале российский лингвист Ф. Г. Хисамитдинова подробно описала ритуалы лечебной магии и представления о болезнях башкирских шаманов баксы (баш. баҡсы).
В 2011 году в Иркутской области на базе филиала Бурятского государственного университета имени Доржи Банзарова был открыт Центр изучения древней бурятской религии с целью изучения шаманизма.
В 2004 г. французский кинорежиссёр Жан Кунен выпустил фильм «Другие миры» (фр. D’autres mondes) о традициях шаманов шипибо — индейского народа, проживающего в Перу.

## Национальные и региональные формы шаманизма
- Алтайский шаманизм
- Венгерский шаманизм
- Китайский шаманизм
- Корейский шаманизм
- Хакасский шаманизм
- Якутский шаманизм